# Zwarte anemoonvis
De zwarte anemoonvis of Clark’s clownsvis of Clark's anemoonvis (Amphiprion clarkii) is een tropische zoutwatervis die leeft bij koraalriffen en lagunes op een diepte van 1 tot 55 meter. De vis komt voor in de Indische Oceaan, Rode Zee, de Perzische Golf en het westelijk deel van de Stille Oceaan en kan een lengte van maximaal 15 centimeter bereiken.
De zwarte anemoonvis is van alle anemoonvissen het minst kieskeurig wat betreft de zeeanemoonsoorten die hij als gastheer accepteert. Met vele soorten anemonen kan een symbiotische relatie worden aangegaan hoewel dit voor het overleven van zowel vis als anemoon niet nodig is. Voorbeelden van anemonen zijn Stichodactyla mertensii en Heteractis aurora.
Zwarte anemoonvissen leven in kleine groepen bij een anemoon. Er is slechts een vrouwtje dat paart met het grootste mannetje. Wanneer het vrouwtje uit de groep verdwijnt verandert het grootste mannetje van geslacht. Hij wordt het donimante vrouwtje uit de groep die paart met het dan grootst overblijvende mannetje en zorgt zo voor nageslacht. Het nageslacht heeft altijd actieve mannelijke en inactieve vrouwelijke geslachtsorganen.